# Dōjin Work
Doujin Work (яп. ドージンワーク) — дебютна манґа-йонкома японського автора Хіроюкі. Вперше була опублікована 28 листопада 2004 року в журналі Manga Time Kirara Carat видавництва Houbunsha. Манґа також виходила у журналах Manga Time Kirara Carat та Manga Time Kirara Forward. Останній рпезод серії вийшов 9 лютого 2008 року в журналі Manga Time Kirara.
Аніме-адаптація серіалу, створена студією Remic, транслювалася на японському телеканалі Chiba TV з 4 липня 2007 року по 19 вересня 2007 року.

## Сюжет
Це манґа про непрофесійних художників-манґак, які самі малюють, самі й продають свої роботи. Хтось із них згодом стає професіоналом, хтось покидає, не досягаючи успіху, а хтось просто продовжує займатися улюбленою справою у вільний час.
Після того, як Наджімі допомагає своїй подрузі з продажем доджінші, вона вирішує, що також малюватиме і обов'язково заробить на цьому купу грошей. Проблема лише у тому, що, незважаючи на свої неабиякі амбіції, насправді малювати вона не вміє зовсім. Та все ж друзі Наджімі намагаються допомогти їй навчитися і досягнути хоч якихось успіхів у світі доджінші.